# Сакате-Гранде

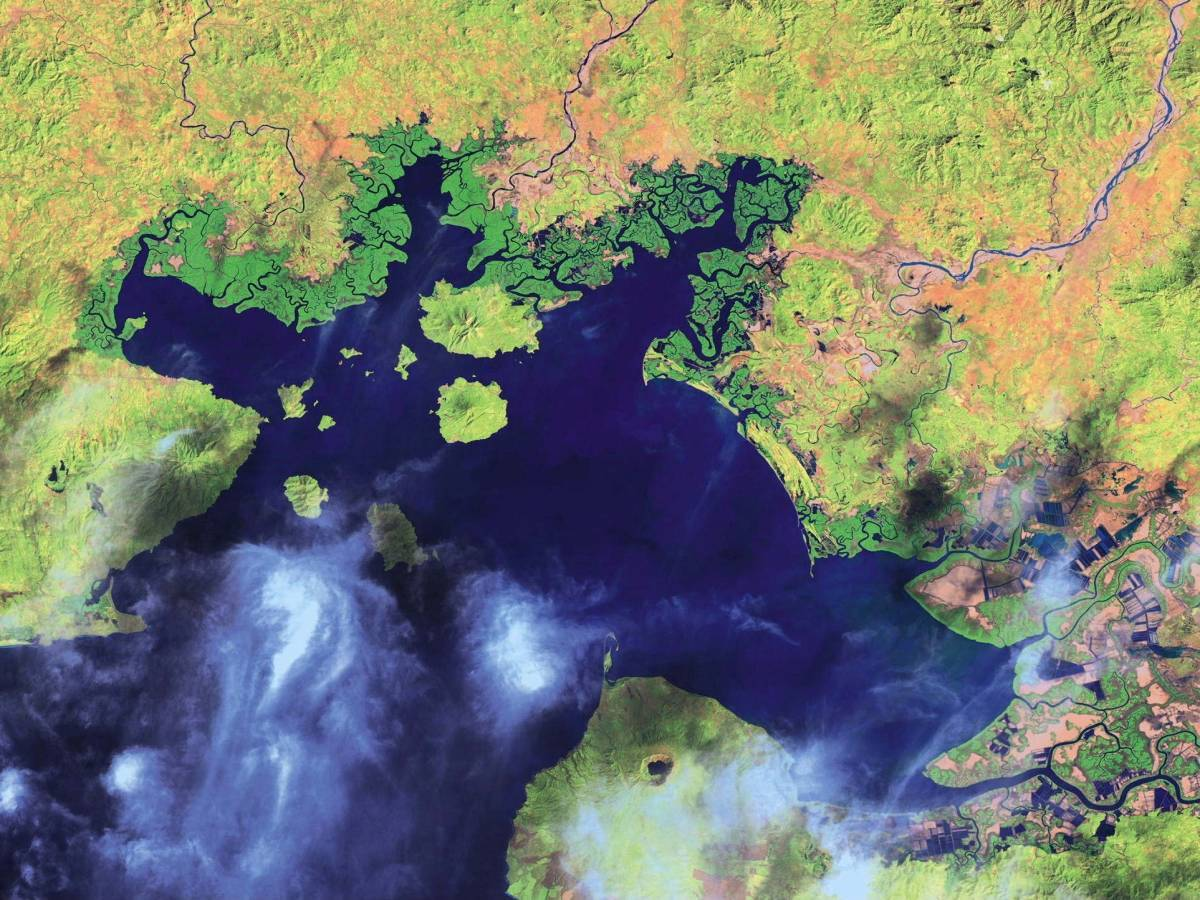
Залив Фонсека и остров Сакате-Гранде со спутника

Сакате-Гранде (исп. Zacate Grande) — вулкан на одноимённом острове на юге Гондураса, в заливе Фонсека. Вместе с соседним островом Эль-Тигре относится к муниципалитету Амапала департамента Валье. На острове проживает 3902 чел. (2001). Плотность населения — 78 чел./км².
Площадь — 50 км². Высота вулкана — 640 м.